# Novísima Recopilación

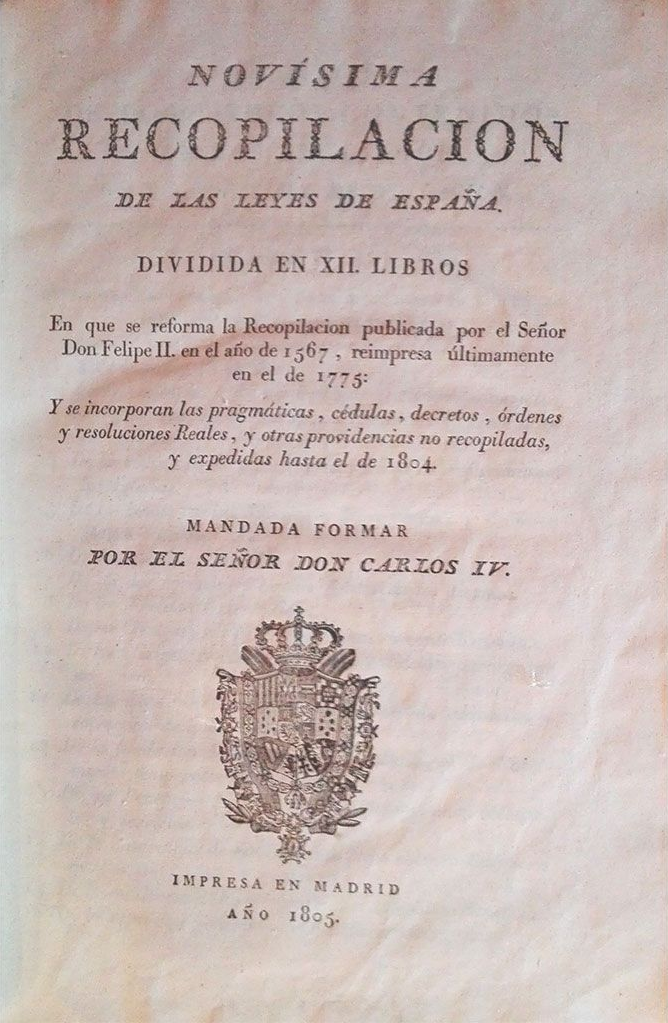
Primera página de la Novísima Recopilación, de 1805

La Novísima Recopilación de las Leyes de España, publicada en 1805, es una recopilación del derecho castellano y español, usada también como texto para los estudios jurídicos durante el siglo XIX.
Como consecuencia de la importancia que adquirieron las corrientes codificadoras y el movimiento ilustrado y las numerosas críticas que había contra la Nueva Recopilación, en el siglo XVIII surgió esta moderna recopilación de derecho castellano conocida como Novísima recopilación de las leyes de España.

## El plan de Juan de la Reguera Valdelomar
La necesidad que tenía Carlos IV de disponer de un cuerpo legal actualizado lo llevó a encargar la realización de un suplemento al relator de la Chancillería de Granada Juan de la Reguera Valdelomar, quien ya había realizado satisfactoriamente algunos encargos parecidos. Para realizar dicho trabajo, utilizó los materiales utilizados en intentos infructuosos anteriores de Fernando VI y su ministro el Marqués de la Ensenada y de Carlos III y el jurista Manuel de Lardizábal, así como los de la Junta de Recopilación, y terminó su cometido ofreciendo además un proyecto distinto y más ambicioso: elaborar un cuerpo metódico de legislación que refundiera todo en una sola obra orgánica que habría de llamarse Novísima Recopilación; el plan fue aprobado, De la Reguera terminó su obra y una cédula de 15 de julio de 1805 promulgaba la Novísima recopilación de las leyes de España.
La técnica jurídica y orientación política absolutista de este texto legal eran idénticas a la Nueva Recopilación, lo que convirtió a la Novísima en una obra vieja desde su nacimiento. Se convirtió en el texto fundamental para los estudios de derecho, ya que los Borbones habían logrado introducir en las universidades el derecho real frente al derecho común y se mantuvo vigente hasta la aprobación del Código civil de 1889, siendo derogada de forma paulatina a medida que se fueron promulgando las constituciones y los diferentes códigos.

## Contenido y valoración
Consta de 12 libros, 340 títulos, y contiene 4020 leyes, autos y pragmáticas con un amplio y útil índice final por materias y disposiciones. La Nueva recopilación seguía vigente aplicándose en defecto de la Novísima Recopilación. Pero uno de los grandes defectos de esta obra es que no estuvo a la altura de su tiempo, reiterando el tradicional sistema recopilador cuando ya se había publicado en Francia el Código napoleónico civil. Además abundó en insuficiencias y contradicciones, omitió algunas leyes, repitió otras y citó a los autores sin la debida exactitud. No obstante, la Novísima recopilación se convirtió en el texto fundamental para los estudios de derecho, puesto que los Borbones habían logrado introducir en las universidades el derecho real frente al derecho común romano canónico.

## Las críticas de Francisco Martínez Marina
El jurista liberal Francisco Martínez Marina calificó a la obra de Juan de la Reguera Valdelomar en su Ensayo histórico-crítico sobre la antigua legislación de los reinos de León y Castilla (Madrid, 1808) de:
«Vasta mole levantada de escombros y ruinas antiguas; edificio monstruoso, compuesto de partes heterogéneas y órdenes inconciliables; hacinamiento de leyes antiguas y modernas». 
Reguera presentó querella en el Consejo de Castilla, acusando a Martínez Marina de criminal abuso de la libertad de imprenta. Ello dio pie a que éste justificara y ampliara sus denuncias en una obra ad hoc. En conclusión, las observaciones técnicas de Martínez Marina son por lo general eruditas y atinadas; sus juicios globales de valor resultan, aun hoy, de gran interés.

## Estructura
Recoge 4044 leyes sistematizadas en 340 títulos que integran 12 libros. Desde el 1 al 9 se ocupan de derecho político y administrativo; el 10 se ocupa de derecho civil; y los dos últimos 11 y 12 de derecho procesal y derecho penal.
Los doce libros de la Novísima recopilación eran:
- Libro I. De la Santa Iglesia.
- Libro II. De la jurisdicción eclesiástica.
- Libro III. Del rey y de su casa real y corte.
- Libro IV. De la real jurisdicción ordinaria.
- Libro V. De las Chancillerías y Audiencias del Reyno: sus ministros y oficiales.
- Libro VI. De los vasallos.
- Libro VII. De los pueblos y de su gobierno civil, económico y político.
- Libro VIII. De las ciencias, artes y ofícios.
- Libro IX. Del comercio, moneda y minas.
- Libro X. De los contratos y obligaciones, testamentos y herencias.
- Libro XI. De los juicios civiles, ordinarios y ejecutivos.
- Libro XII. De los delitos y sus penas y de los juicios criminales.